# 杭州高速公路
杭州高速公路主要由以下几条线路组成:

杭州市快速道路地图（截止2018年3月）

- 杭甬高速公路全长145公里，于1996年全线通车，为浙江省建成的首条高速公路。建成初始为双向四车道，于2007年12月全线扩建完成双向八车道。
- 沪杭高速公路北起上海西南郊的莘庄镇，南至杭州市彭埠镇，全长151公里。全线均为沪杭甬高速公路组成部分。于1998年12月29日全线通车。
- 宁杭高速公路连接南京江宁到杭州余杭。全程250公里，2003年9月通车。
- 杭州绕城高速公路长123公里，2003年12月28日建成[1]，设计时速每小时100至120公里。连接长深高速公路、沪昆高速公路、杭州湾环线高速公路、杭浦高速公路、杭徽高速公路和杭甬高速公路。
- 杭浦高速公路由杭州到上海浦东，全长112公里，双向六车道。行程比沪杭高速公路缩短一至半小时，于2008年1月28日通车[2]。
- 杭长宜高速公路是杭州至长兴的高速公路，于2012年12月26日开通。
- 杭绍甬高速公路规划全长161公里，双向六车道，将与嘉绍大桥、杭州湾跨海大桥、舟山连岛工程金塘大桥相接，并与杭甬高速公路形成南北呼应[3]。宁波段一期工程于2017年6月26日开工，宁波段一期、杭绍段于2024年1月19日通车，宁波段二期预计于2024年底通车，宁波段三期预计于2027年通车。